# Ганс Лернер
Йоганнес «Ганс» Георг Лернер (нім. Johannes „Hans“ Georg Lörner; 6 березня 1893, Мюнхен — 22 грудня 1983) — німецький офіцер, один з керівників Головного адміністративно-господарського управління СС (ВФХА), оберфюрер СС.

## Біографія
Син слюсаря. Учасник Першої світової війни. До 1922 року заснував металургійну компанію, в якій його брат Георг Лернер був комерційним менеджером. В лютому 1930 року компанія збанкрутувала. Згодом заснував нову компанію.
1 січня 1932 року вступив у НСДАП (партійний квиток №2 541 670), 1 квітня 1933 року — в СС (посвідчення №83 683), адміністративний співробітник регіонального управління СС. В жовтні 1939 року переведений у війська СС і призначений адміністративним керівником генеральної інспекції підрозділів «Мертва голова». З лютого 1942 року — начальник управління AI ВФХА (Бюджетне управління), з квітня 1944 року — AII. З вересня 1944 року — заступник начальника управлінської групи «А» (Управління військами).
13 січня 1947 року постав перед Американським військовим трибуналом на Нюрнберзькому процесі у справі ВФХА. Був визнаним винним у воєнних злочинах і злочинах проти людяності (через зв'язок ВФХА із діяльністю концтаборів), а також у членстві в злочинних організаціях, і 3 листопада 1947 року засуджений до 10 років ув'язнення. В січні 1951 року звільнений.

## Сім'я
Був одружений, мав сина.

## Нагороди
- Залізний хрест 2-го і 1-го класу
- Орден «За заслуги» (Баварія) 4-го класу з мечами і короною
- Орден Заслуг (Угорщина), офіцерський хрест
- Почесний хрест ветерана війни з мечами
- Йольський свічник (16 грудня 1935)
- Почесна шпага рейхсфюрера СС
- Кільце «Мертва голова»
- Медаль «У пам'ять 13 березня 1938 року»
- Медаль «У пам'ять 1 жовтня 1938»
- Медаль «За вислугу років у НСДАП» в бронзі (10 років)
- Медаль «За вислугу років у СС» 4-го і 3-го ступеня (8 років)
- Почесний кут старих бійців
- Хрест Воєнних заслуг 2-го і 1-го класу з мечами